# 羯
羯（中古擬音：kɨɐt，切，音同「揭」）又称羯胡，4世紀初時居住在今中華人民共和國山西省至河北省北部一帶的胡人族群。羯人原隸屬於南匈奴，中國史書將他們歸類於雜胡，列為五胡之一。羯人是否是獨立民族，或只是南匈奴下的一個族群名稱，現在仍有爭議，學者對他們的起源有數種猜測，有源自中亞大月氏、粟特康居部落联盟、呼揭、叶尼塞人、突厥人、月氏人、波斯人等假說，但因文獻資料太少，這些假說在學界中尚未形成共識。
創立後趙的石勒便是羯人，後趙末年時，後趙羯人將領孫伏都試圖發起兵變殺害掌控後趙朝廷的漢族將領冉閔，此事敗露後，冉閔遂認為羯人反對他的統治，開始揮兵大肆屠戮後趙羯人官員，併發出擊殺胡人的懸賞令，佈告百姓擊殺一個胡人便可提頭領賞，由是後趙境內的民眾與軍隊，均對羯人展開仇殺，羯人因此滅族，據稱此後羯人仍存有部分殘部，但歷史不詳。

## 名稱由來
中國史書對於羯人起源記載不詳，在晉朝之前沒有記載。因為不確定這個名稱是來自漢族的他稱或羯人自稱，學者對於羯族的名稱由來有許多猜測。在漢語中，羯的字面意思是閹割後的公山羊或公綿羊。也有性情強悍之意。晉朝時，羯被使用來稱呼雜胡與胡人，匈奴劉淵、劉曜等人也曾被稱為羯胡，所以羯不一定是單指石勒部落。此外，在史書中，又稱他們為戎羯、胡羯、羯賊、羯胡、羯虜、匈羯等。
山西自古居住許多非漢民族，春秋戰國時代曾有被稱為赤狄、林胡、樓煩、翟戎等外族世居於此，《史記》曾稱此地「羯羠不均」、民風慓悍，難以管理。漢朝時，歸附漢朝的匈奴人在今山西省西北部居住，由五屬國等機構管辖。至西晉末年，南匈奴等胡人因戰亂飢荒而被官府販賣為奴等因素，流散至河北諸縣，居住在山間，其中羯人之名開始出現在歷史上。第一個被記載下來的羯人是後趙的創建者石勒，世居於并州上黨武鄉（今中華人民共和國山西省）。在他起兵時，并州山北諸郡縣有羯胡混居。
日本学者内田吟風認為，羯是漢族對於外族的一種蔑稱。《魏書》認為，其名稱來自他們的居住地，上党武鄉的羯室（今山西榆社縣），因此被稱為羯胡。陳寅恪引用《唐書》等記載，認為《魏書》說法不確，羯室地名由來是因為羯胡居住才得名。羯胡名稱來自中亞，康居募勇士成為軍隊成員，稱為柘羯，之後被省略為羯，成為羯人名稱的由來。蒲立本認為，羯這個名稱來自葉尼塞語中的ke，是石的意思，作為部落名稱，之後成為石勒的姓氏。
前秦苻坚曾提出五胡的說法。陳寅恪認為，五胡之名，起自於五德終始說，是圖緯符命思想下的產物。元胡三省註《資治通鑑》時，將羯定義為五胡之一。
羯人是否是獨立民族，或只是一個族群名稱，現在學者仍有爭議，如杉山正明認為羯就是南匈奴的一部分，中國傳統史家特地將其分出只是為了要搭配五胡這個數字。史書中，又稱他們為雜胡。唐長孺認為，雜胡即雜種之胡，為部落間通婚的後代，並不是屬於單一種族。陳寅恪認為，雜胡即小胡、部落胡，因為他們原是附屬在南匈奴之下的粟特人部落，因此被稱為雜胡。
北朝的爾朱氏，在文獻中被稱為羯胡，或契胡。唐朝安祿山，出身粟特人，也被史書稱為羯胡。中国东北的靺鞨，唐初也被寫為靺羯，可能也與羯人有關。但因文獻不足，無法確定他們與石勒部落之間的關連。

## 歷史

### 後趙
後趙的創建者石勒，為首位被記錄的羯人。其家族源自於南匈奴19種中的羌渠種，為匈奴部落之中的世襲領袖，居於山西上黨。石勒因飢荒而被并州刺史司马腾卖于山东做奴隶，成為牧帥汲桑的手下，與王阳等人，成為地方盜匪。公元304年，刘渊起兵叛晋，公元307年，石勒率所部响应，四出劫掠并州、平阳、上党等地，并聯合山西與河北的各叛軍勢力，後受刘聰命都督冀、幽、并、青四州雜胡。
东晋元帝大兴二年（公元319年），石勒反刘曜，自称大单于、赵王，定都襄国（今河北邢台市），以河内等24郡为赵国，拥有民户29万，史称后赵。其領土包括今河北、山西、河南、山东、陕西及江苏、安徽、湖北、甘肃、辽宁的一部分。为十六国之一。
石勒为巩固其在中原的统治，重用汉族人赵郡张宾为谋主，采用汉族的一些统治政策，国力日强。参照魏、晋王朝的法规，建立各种政治制度，设立学校，提倡经学，阅实户口，劝课农桑，对安定社会起到一定作用。但法政严苛，杀人甚多。实行“胡汉分治”，禁说“胡”字；称羯人为国人，称汉族为汉人。朝廷设有专门官吏门臣祭酒，管理羯人诉讼。
公元321年，遣石虎进取幽州，俘刺史段匹磾，幽州、冀州、并州三州皆归属后赵。不久，石虎又率军进讨鲜卑鬱粥于离石，鬱粥逃奔乌桓，石虎悉降其众，继尔南下，尽收河南之地。前赵与后赵为争夺地盘，多次交战，公元329年，石勒攻灭前赵，併吞关陇之地。后赵之地“南逾淮海，东滨于海，西至河西，北尽燕代”，统治了北方广大地区，与江南的东晋政权形成北南对峙局面。石勒在位，实行过一些汉化政策。公元333年，石勒死，侄石虎夺取政权，于公元335年迁都邺城（今河北临漳西南）。石虎残暴，杀戮汉族，在邺城大建宫室，筑楼台高阁，众役繁兴，加之征伐辽西及东晋的穷兵黩武，终于引发了社会的动荡和人民的强烈反抗。公元349年，梁犊率边兵起义，打击了后赵的统治者。
石虎病死后，他的儿子们为争夺帝位，自相残杀，后赵大将军石虎养孙石闵（汉族，后改名李闵、冉闵）号召汉族杀胡人，攻杀后赵皇帝石鉴，夺取政权，国号魏，史称冉魏，仍都邺城。
後趙末年，羯人因為反對冉閔的鬥爭失敗而遭到報復仇殺。

### 北魏

#### 蓋吳
445年，蓋吳在杏城起義，《魏書》稱其為盧水胡，《南齊書》稱其為羯胡。但不確定蓋吳與石勒部落間的關連。

#### 爾朱氏
出身尔朱川（今山西西北部流經神池、五寨、保德縣之朱家川）契胡部落的爾朱榮，曾被稱為羯胡。學者陳寅恪與姚薇元認為爾朱氏可能出身於羯族。
姚薇元認為曾發起侯景之亂的北魏將領侯景可能為羯族後代。

### 唐朝
任范陽節度使的安祿山，其部眾被稱為羯胡。
據出土的石重貴墓誌銘，出身沙陀部的後晉皇室石敬瑭家族為石勒後代。

## 外貌
後趙末年，羯人被大規模報復誅殺，「高鼻多鬚」的非羯人也遭誤殺。學者夏曾佑認為，「高鼻多鬚深目」應為其外表普遍特徵，與西亞高加索人種相近。

## 宗教習俗
後趙有胡天信仰，首都立有胡天祠，學者推測羯人可能信仰胡天。
匈奴自古信仰騰格里（天神），漢朝曾擊敗休屠王，取得祭天金人。陳垣作《火祆教入中國考》，認為西域康居、粟特一帶，信仰祆教，後齊、後周為招徠西域胡人，皇室有祭祠胡天（阿胡拉·馬茲達）的習慣。但是並不確定羯人信仰的胡天，是屬於匈奴騰格里系統，或是祆教系統。
石勒受佛圖澄影響，信仰佛教。

## 語言
羯語有一段話留存於史書中，該段片語為：「秀支替戾岡，僕谷劬禿當。(音)」其中「秀支」指軍隊；「替戾岡」指「出發」；「僕谷」指的是劉曜的位階；而「劬禿當」則指「捉拿」。
這段片語已為一些人出版的刊物所檢析。白鳥庫吉 (1900)、藍司鐵(Gustaf John Ramstedt) (1922)、路易‧巴贊(Louis Bazin) (1948)、馮‧加班(von Gabain) (1950)與舍爾瓦什澤(Shervashidze) (1986)等人皆假設羯語為突厥語族的語言，並據其假設給出了對羯語這段話的構擬和翻譯：
| 藍司鐵的構擬                      | 巴贊的構擬                      | 馮·加班的構擬                 | 舍爾瓦什澤的構擬                  |
| --------------------------------- | ------------------------------- | ----------------------------- | --------------------------------- |
| Sükä talıqın bügüg tutun!         | Süg tägti ıdqaŋ boquɣıɣ tutqaŋ! | Särig tılıtqan buɣuɣ kötürkän | Sükâ tol'iqtin buɣuɣ qodigo(d)tin |
| 伴隨戰爭 (並)捉得「僕谷」(bügü)！ | 遣軍攻擊 捉住指揮官！           | 你若出動軍隊 (你)當得那隻鹿   | 你進入軍隊 廢黜「僕谷」(buɣuɣ)    |

蒲立本(Edwin G. Pulleyblank) (1963)認為根據基於突厥語族假設的構擬，和該片語在中古漢語中的發音是難相契合的，因此這些構擬不能算是非常成功的。他並提出羯語乃葉尼塞語系語言的假說。:246
沃文(Vovin)根據羯語屬葉尼塞語系的假說，給出了以下的構擬與翻譯：
| 沃文的構擬 |
| --- |
| suke t-i-r-ek-ang bok-kok k-o-t-o-kt-ang                                                                                  |
| 軍隊 PV-CM-PERF-出去-3pp 僕谷 PV-?-OBJ-CM-抓-3pp (PV = 前動詞(preverb)；CM = 變位標記；OBJ = 受詞標記；PERF = 完成式標記) |
| 軍隊已出發。他們將會抓到「僕谷」(指劉曜)                                                                                  |

2016年的一份研究认为羯语属于南叶尼塞语族下的阿林-旁普科尔语支，与旁普科尔语有密切关系。

## 族源考證

### 匈奴人
王國維認為，羯人為匈奴分支。

### 羌族與匈奴混血
呂思勉與錢穆皆認為羯人源自羌族。
顧頡剛主張為羌族與匈奴混血。

### 呼揭國後代
陳可畏主張，羯人為呼揭國後代。

### 小月氏
唐長孺與姚薇元主張，羯人為西域胡之一，為小月氏後代。

### 葉尼塞語系
蒲立本推测古代羯族，可能屬於叶尼塞语系。因为“羯”字的中古发音（“羯”字的中古发音一說為[ki̯at]:246）与现今居住于鄂毕河与叶尼塞河流域的凯特人（Kets），名稱相當接近。Alexander Vovin认为羯语和匈奴语都属于叶尼塞语系，羯语属于南叶尼塞语族下的Pumpokol分支。Vovin认为“单于”和“可汗”都能以叶尼塞语解释其含义。
蒲立本(1962)将这一内名联系于原始叶尼塞语*qeˀt/s“石”。武阿勒等(2016)也指出*keˀt“人”也是可能的来源。此外，武阿勒还证明，羯语中的已知短语与突厥语相比，更接近叶尼塞语。他还认为匈奴人说的也是叶尼塞语，由此将他们系联起来。

### 粟特康居人
羯人具有深目、高鼻、多鬚的特点。体貌特征类似于高加索人种。蒲立本認為，羯的中古漢語發音（中古拼音：kiat）近於突厥語khes或kit，意譯為石。他認為，羌渠即中亞康居，羯人來自石國，因此以石作為部落稱呼，就如同昭武九姓中的石姓，其部落領袖也以石為姓。因此，蒲立本又認為，羯人可能是吐火羅語系民族。
陳寅恪曾提出羯人源自康居的說法。學者童超认为羯人是中亚康居人，但不是農耕的粟特人，而是游牧的康居（羌渠）人。两汉时期，康居羁属匈，因而可能有一部分人随匈奴东来，转战于蒙古草原，其后又随之南迁，逐渐内徙于上党武乡一带。
安祿山被稱為羯胡，他出身於粟特人。據此，羯人可能是粟特人的後裔。

## 腳註

## 相關书目
- 谭其骧：《羯考》，《东南日报》副刊，1947年
- 童超：《关于五胡内迁的几个考证》，见《山西大学学报》1978年4期
- 王仲荦:《魏晋南北朝史》上册,第241页